# Internet Experiment Note
Internet Experiment Note（インターネット・エクスペリメント・ノート、略称：IEN）は、インターネットの開発に関連した一連の文書の総称である。全てのコンピュータ・ネットワークとプロトコルの開発に共通する、ある種の非公式な「事前調査」プロセスを形成していた。これはある種の報告プロセスであるRFCとは異なるものとして用いられ、それ故に当時はRFCと別の文書として発行された。IENは現在は発行されていない。また、既に発行されたIENもインターネットドラフトの発行に伴い効力を失ったため、歴史的価値のみが残っている。

## 歴史
1977年、その数年前にボブ・カーンとヴィント・サーフが提唱したインターネットのコンセプトを実現するためのプロジェクトをDARPAが本格的に開始した後、プロジェクトメンバー内で作業上のコミュニケーションを文書化する必要があった。既にRequest for Comments(RFC)はあったが、それは先行するARPANETプロジェクトの管轄と考えられていた。そのため、インターネットプロジェクトのメンバーは、RFCを模倣した一連の文書を"Internet Experiment Note"(IEN)として作成することを決定した。
1977年3月から1982年9月までに206件のIENが発行された。RFCの管理者を務めていたジョン・ポステルも一部のIENを執筆しており、その中にはTCP(IEN 40)やIP(IEN 41)の最初の仕様なども含まれている。また、一部のIENはRFCを兼ねており、両方の番号が振られている。
1983年、ARPANETがNetwork Control Program(NCP)の使用を中止して、インターネットプロジェクトが開発したTCP/IPに移行するのに伴い、IENの発行は中止され、それ以降の文章はRFCとして発行されることとなった。